# Смолянки Левицкого
Так называемые «Смолянки» («Смольнянки») — цикл из 7 портретов юных питомиц Воспитательного общества благородных девиц при Смольном монастыре (позже — Смольный институт), выполненный Дмитрием Левицким в 1772—1776 годах.

## История
С 1772 по 1776 год Левицкий по заказу императрицы Екатерины II написал серию портретов воспитанниц Смольного института для благородных девиц, основанного императрицей в 1764 году.
В 1773 году «Санкт-Петербургские ведомости» отмечали «важное событие» — «первый выход на гулянье в Летнем саду благородных воспитанниц Смольного института». Сумароков писал:

Не нимфы ли богинь пред нами здесь предстали?

Иль сами ангелы со небеси сошли,

Ко обитанию меж смертных на земли,

Что взоры и сердца всех зрителей питали,

Как солнечны лучи, так взоры их сияют,

С красой небесною краса всех нимф равна;

С незлюбием сердец невинность их явна;

Конечно, божество они в себе являют.

Как сад присутствием их ныне украшался

Так будет краситься вся русская страна.

Также в 1773 году состоялись, обставленные необычайно пышно и торжественно, публичная церемония перевода девиц «среднего возраста» в «старший» и первый большой выезд воспитанниц в свет. 1774 год был отмечен праздником по случаю заключения мирного договора с Турцией. В 1776 году происходил выпуск из института девиц «старшего возраста». Все эти события, сопровождавшиеся балами, маскарадами, концертами и театральными представлениями, привлекли к себе внимание широкой публики и получили соответствующие восторженные отклики в периодической печати и произведениях изящной словесности. По случаю данного гулянья, а также первых институтских спектаклей Екатерина заказала Левицкому портреты воспитанниц; их надлежало изобразить в театральных костюмах, соответствующих игранным ими ролям. Вероятнее всего, портреты заказала не сама императрица, а И. И. Бецкой, страстно влюблённый в одну из них — Алымову. Портретисту позировали воспитанницы, отличившиеся особенными успехами в науках и искусствах. Работа над серией завершилась в 1776 году, что совпало по времени с первым выпуском учениц. По окончании курса большинство изображённых девушек (Нелидова, Левшина, Борщова, Алымова и Молчанова) были предназначены императрицей фрейлинами ко двору супруги наследника престола Павла Петровича, вел. кн. Наталии Алексеевны.

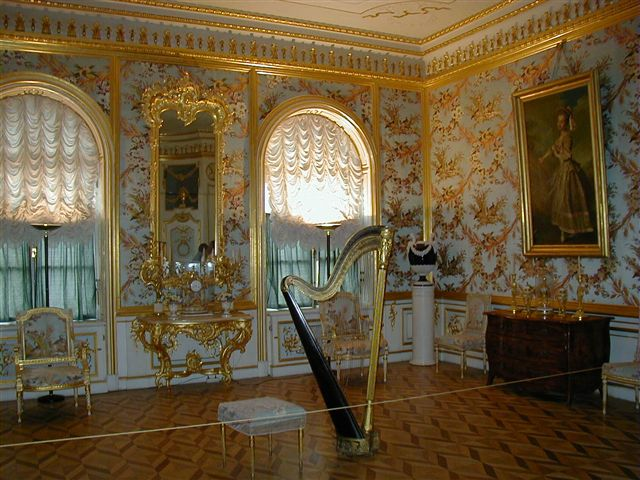
Копия портрета Нелидовой в Петергофском дворце

Готовые портреты были помещены в резиденции императрицы — Петергофe: их местопребыванием стала Куропаточная гостиная (или будуар), открывавшая анфиладу женских комнат (в настоящий момент там экспонируются копии). Согласно мнению большинства исследователей, полотна являлись частью общей дворцовой «сцены», и в центре находился портрет Левшиной, обрамлённый двумя своеобразными триптихами: Ржевская с Давыдовой, Нелидова и Хрущева с Хованской — с одной стороны, и Борщова, Молчанова, Алымова — с другой.
Цикл поступил в Русский музей из Петергофского дворца после Февральской революции 1917 года. Ещё только когда Русский музей формировался, комиссия неоднократно обращалась к царю с просьбой об их передаче, но всегда наталкивалась на решительный отказ. И вот, наконец, после долгих лет разрешение на получение портретов было дано. П. И. Нерадовский, хранитель художественного отдела с 1909 по 1931 год с оставил об этом эмоциональные воспоминания.
В 2008 году картины были отправлены на капитальную реставрацию в мастерскую реставрации масляной живописи Русского музея.  После завершения работ в сентябре 2010 года картины вновь выставлены на постоянной экспозиции Михайловского дворца Русского музея.

## Изображения
Борщова, в опере с Нелидовой играя 

   И ей подобным же талантом обладая, 

   Подобну похвалу себе приобрела, 

   И в зрителях сердца ты пением зажгла; 

   Хоть ролю ты себе противну представляла, 

   Но тем и более искусство ты являла, 

   Что нежность лет и пол умела претворить 

   И несогласность ту искусству покорить. 

   Всем зрителям своим ты делая забаву, 

   Приобрела себе хвалу, и честь, и славу.
1. Портрет Ф. С. Ржевской и Н. М. Давыдовой[8] (1772). Ржевская (справа) изображена в голубом форменном платье, установленном для воспитанниц второго возраста Воспитательного общества благородных девиц; Давыдова (слева) представлена в форменном платье кофейного цвета, установленном для первого (младшего) возраста. Эта маленькая смуглая грузинская княжна держит в руке белую розу — символ юности и добродетели. Девочки демонстрируют свои светские манеры, утверждая тем самым успехи института в воспитании юношества. Первый в серии портрет, вероятно, явился пробным.
2. Портрет Е. И. Нелидовой (1773). Будущая фаворитка императора Павла изображена танцующей менуэт на фоне театральной декорации — пейзажного парка. На 15-летней девушке надет сценический костюм (светло-коричневое, с сероватым отливом, отделанное розовыми лентами платье из упругого шёлка, кокетливая соломенная шляпка, украшенная цветами и лентами), один из тех, в которых она выступала в придворных балетах. Полагают, что Екатерина изображена в костюме Сербины — очаровательной и остроумной плутовки из оперы Перголези «Служанка-госпожа», её удачному выступлению в этой роли (вместе с Борщовой в роли Пандольфы) посвящены стихи Ржевского и Сумарокова[9]. Поза Нелидовой — секундное мгновение между завершением одного танцевального па и переходом к следующему.
3. Портрет Е. Н. Хрущовой[10] и Е. Н. Хованской[11] (1773). Девочки разыгрывают сцену из комической оперы-пасторали Киампи[12] «Капризы любви, или Нинетта при дворе». Смуглая 10-летняя Хрущова (слева) играет мужскую роль влюблённого пастушка и одета в соответствующий костюм — в институте, где учились одни девочки, она прославилась этим амплуа. «Пастушок» треплет по подбородку свою партнёршу жестом опытного волокиты.
4. Портрет А. П. Левшиной[13] (1775). Девушка изображена в танцевальной позе, она представлена в сценическом костюме, судя по всему, в том, в котором она с большим успехом сыграла роль Заиры в одноимённой трагедии Вольтера, которую ставили в Смольном.
5. Портрет Е. И. Молчановой (1776). Молчанова изображена в белом шёлковом платье, установленном для воспитанниц старшего (четвёртого) возраста Воспитательного общества благородных девиц. Справа на столе — антлия (вакуумный насос), использовавшийся как пособие при обучении смолянок. В левой руке она держит книгу. Этот атрибут позволяет воспринимать изображение и как Аллегорию Науки (или Декламации). Эти три полотна (Молчанова, Борщова и Алымова), судя по всему, экспонировались в интерьере как триптих.
6. Портрет Г. И. Алымовой (1776). Одна из лучших арфисток своего времени изображена с любимым инструментом, который одновременно делает её и Аллегорией Музыки. Она также одета в форменное парадное платье из белого шёлка, установленное для воспитанниц IV (старшего) возраста, которое выглядит особенно роскошно: это платье «полонез» с «хвостом» и «крыльями» на большом панье (каркасе из китового уса). Подол юбки украшен фалбалой, а лиф — пышными бантами. Нити крупного жемчуга обвивают длинные локоны, драгоценные камни вплетены в причёску. Эту роскошь связывают с тем, что к этому времени юная Глафира уже стала предметом всепожирающей страсти Бецкого[14].
7. Портрет Н. С. Борщовой (1776). Изображена танцующей на фоне театральной декорации, что позволяет её представить Аллегорией Танца. Возможно, она представлена в роли Пандольфы из пьесы «Служанка-госпожа», где играла вместе с Нелидовой. (Любопытно, что в изображении её правой руки присутствует анатомическая ошибка.)[15]

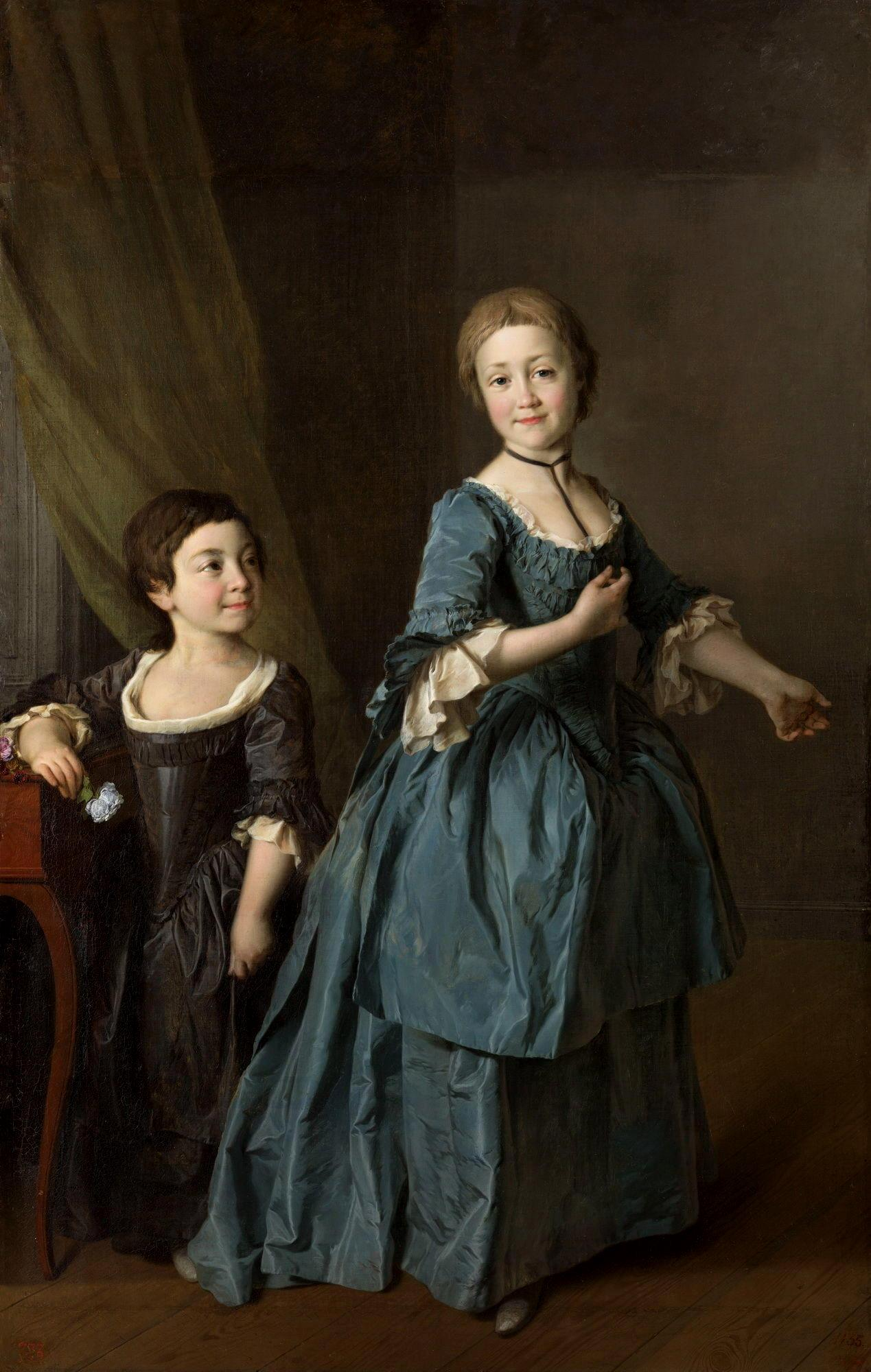
Феодосия Ржевская (справа) и Настасья Давыдова, 161×103 см
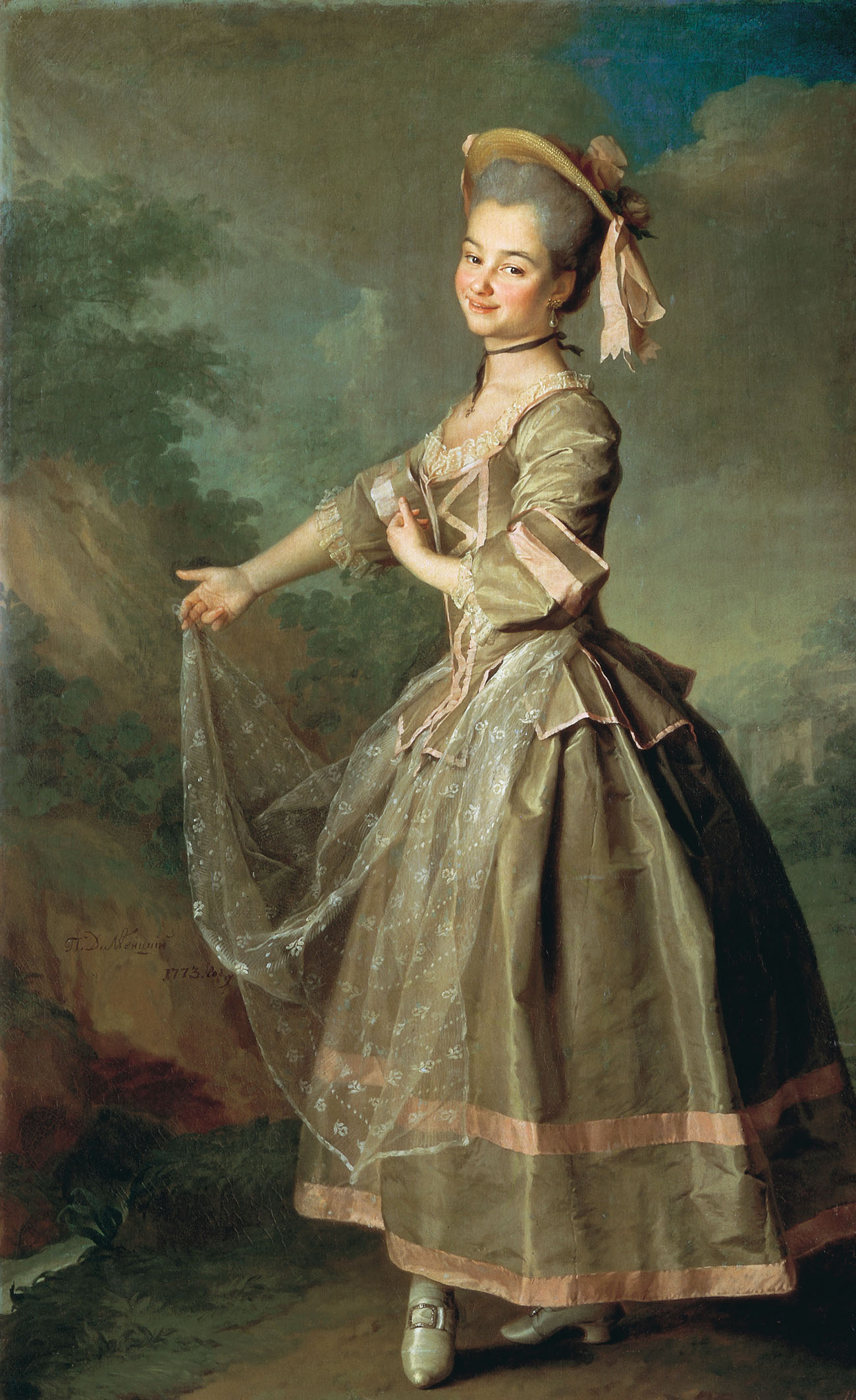
Екатерина Нелидова, 164×106 см
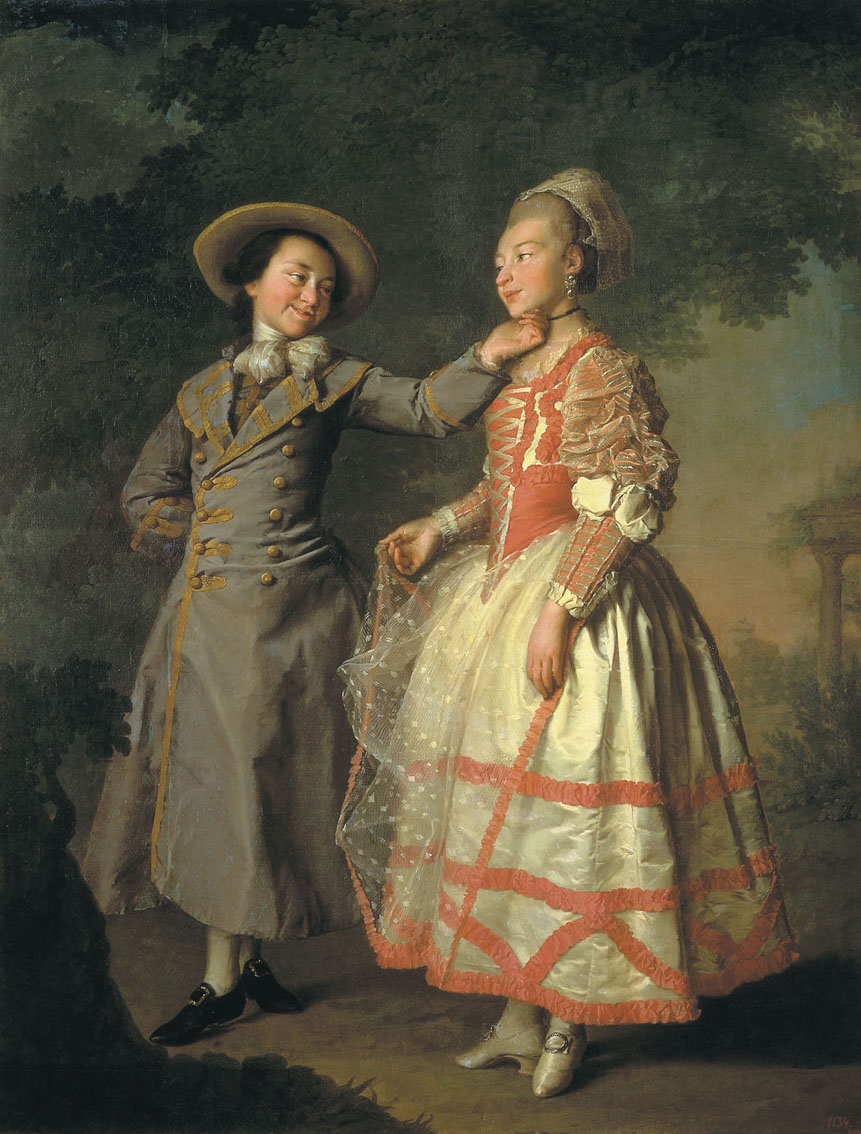
Екатерина Хрущева и Екатерина Хованская, 164×127 см
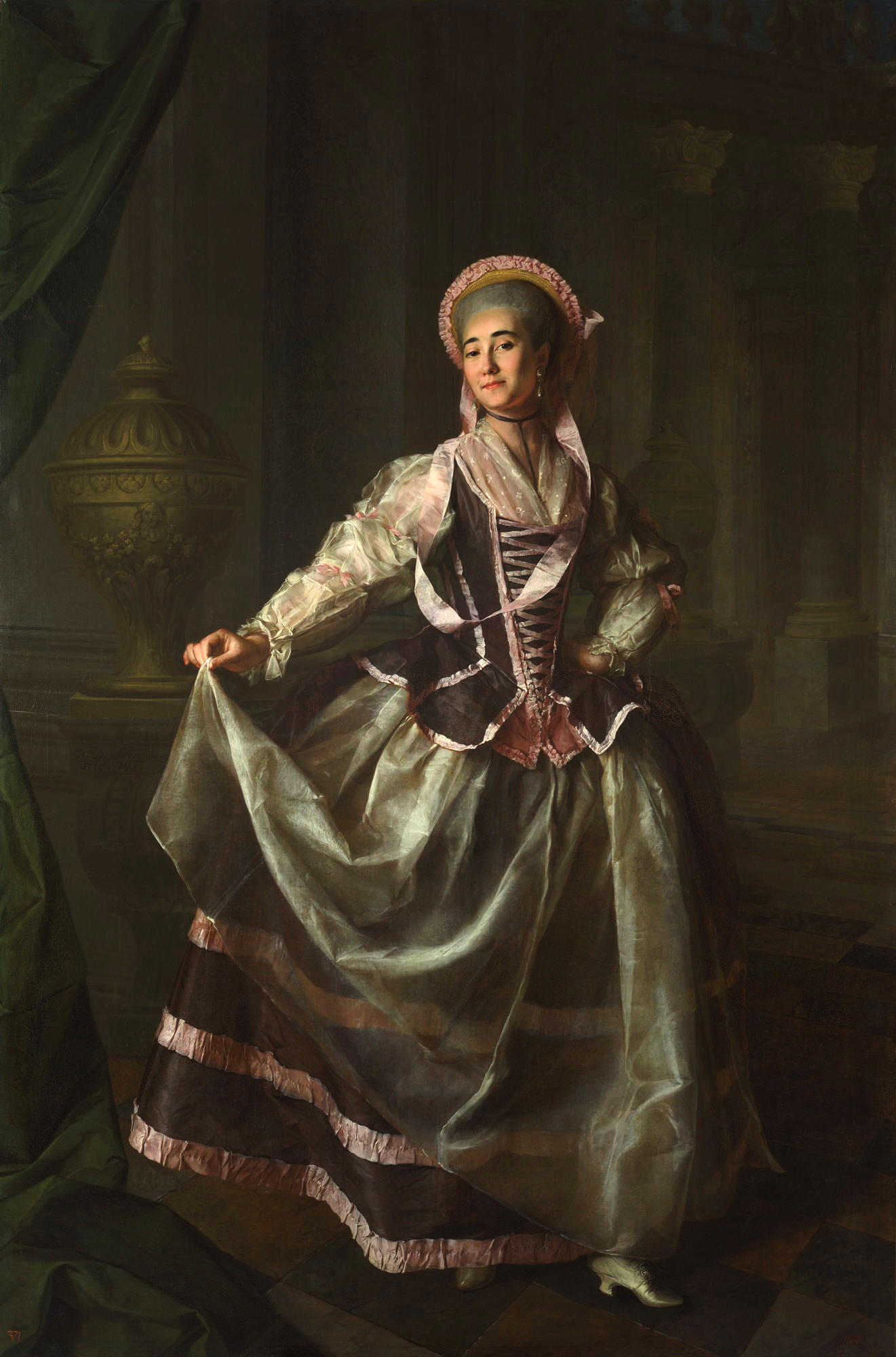
Александра Левшина, 213×140 см
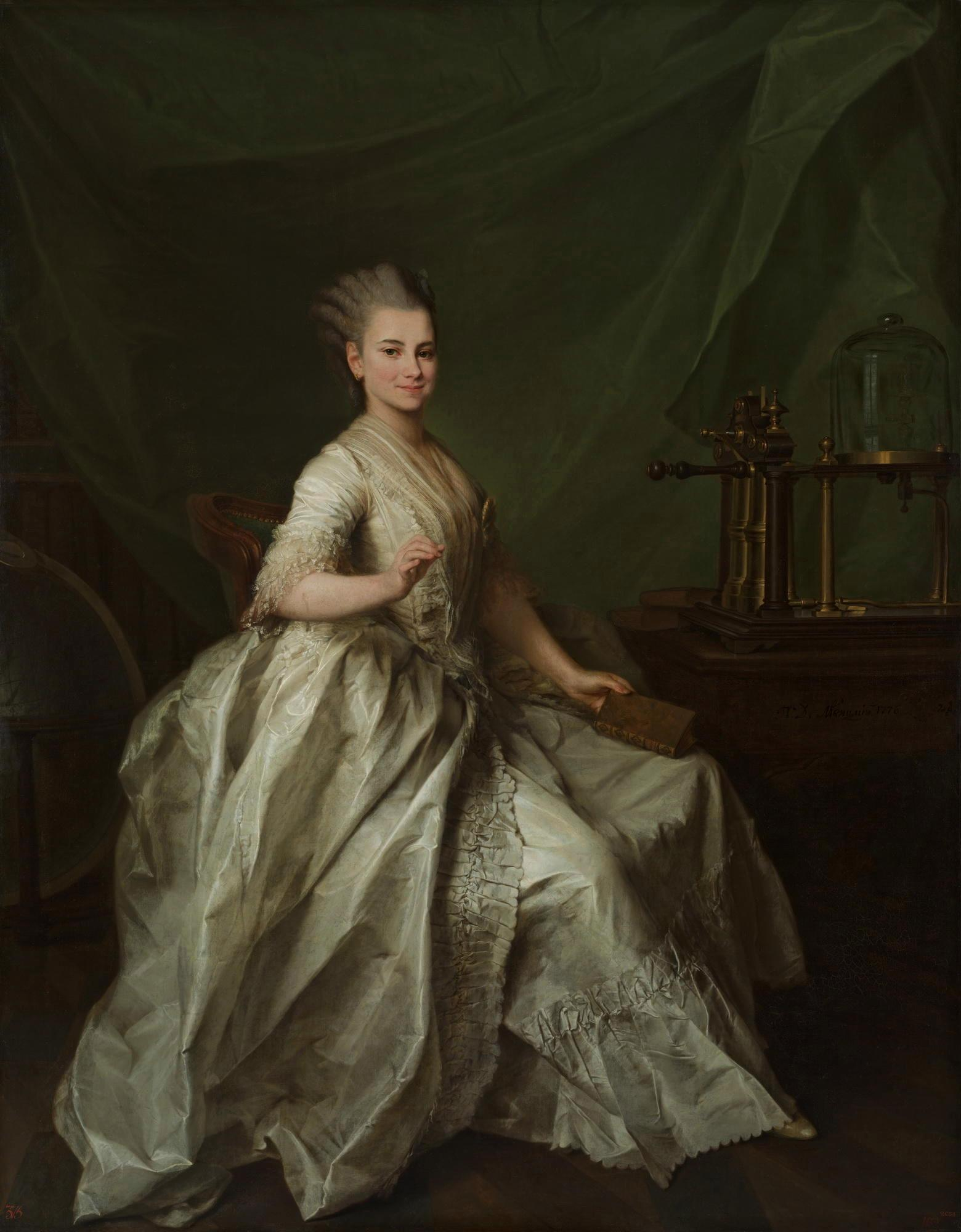
Екатерина Молчанова, 181,5×142,5 см
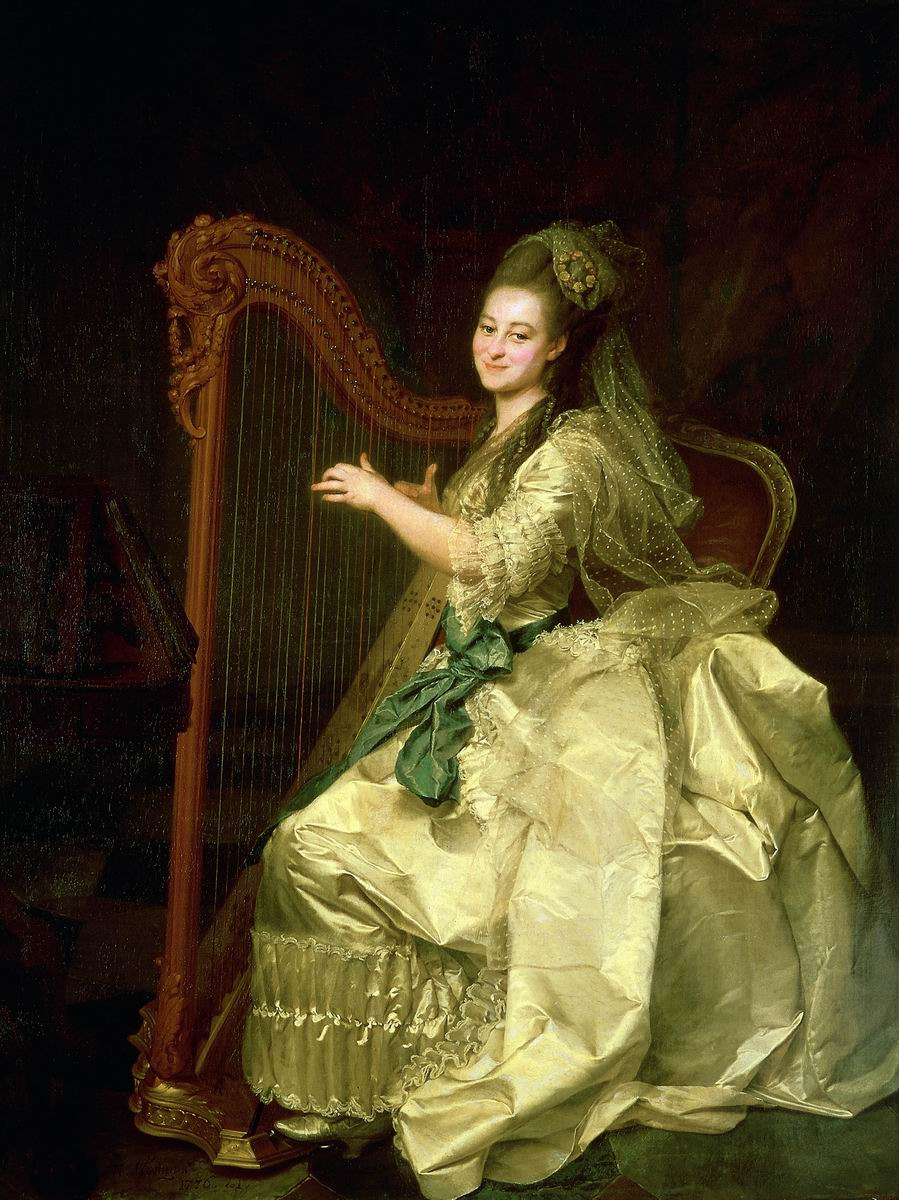
Глафира Алымова, 222×166 см
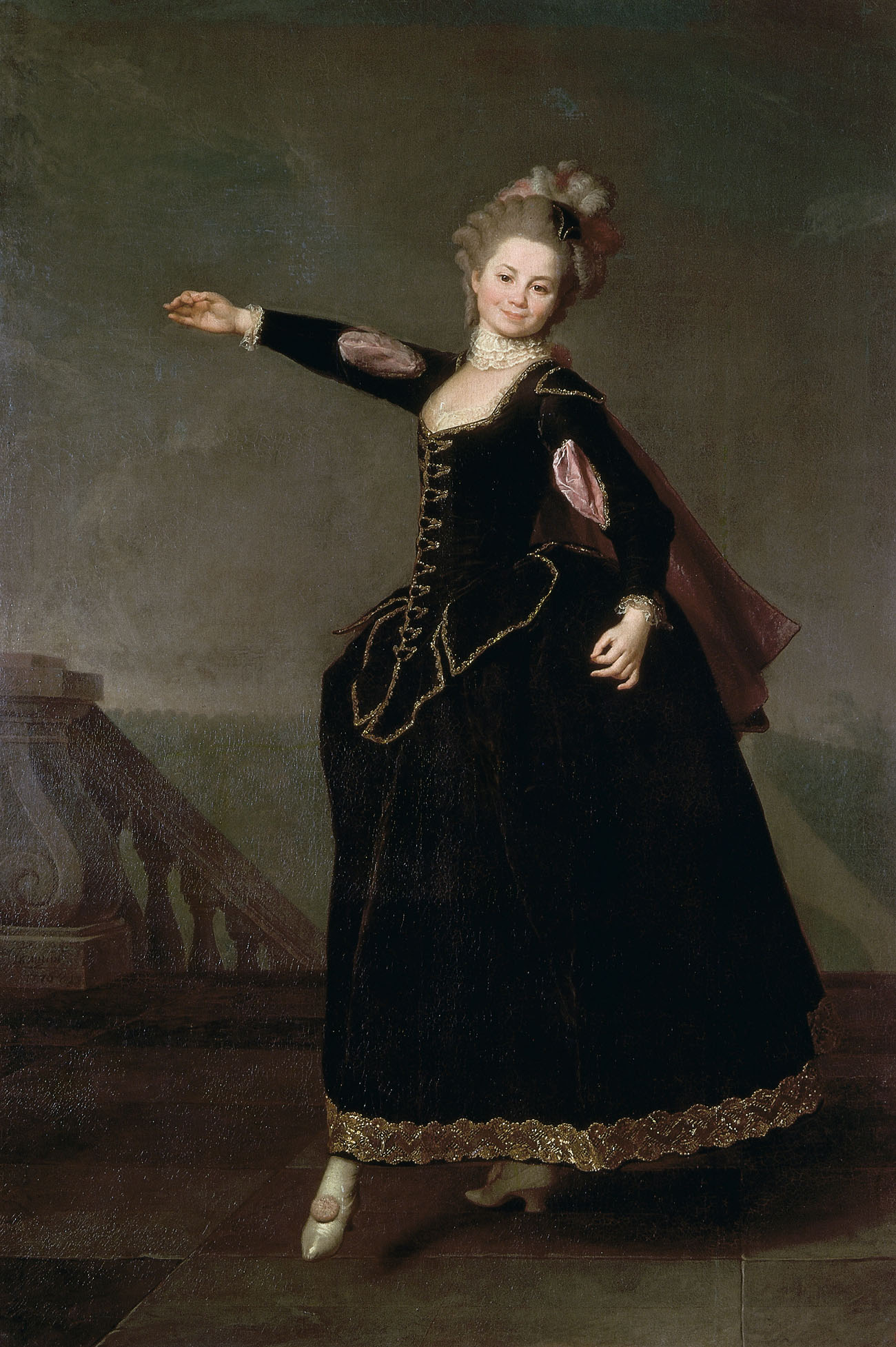
Наталья Борщова, 197×135 см

## Анализ
Эта серия является блестящим декоративным ансамблем и стала важным событием в русском искусстве. «В портретах смолянок под кистью Левицкого рождается реалистический жест. Условная жестикуляция, принятая в репрезентативных изображениях, почти не находит в них для себя места».
Александр Бенуа писал об этих портретах: 
Вот это истинный восемнадцатый век во всем его жеманстве и кокетливой простоте и положительно этот портрет производит сильное неизгладимое впечатление как прогулка по Трианону или Павловску.

### Атмосфера и реалистичность
Исследователи отмечают, что модели Левицкого — совсем юные девушки, почти дети, с несложным внутренним миром. Ему удалось в этих картинах передать атмосферу манерности и кокетливого жеманства, которая окружала воспитанниц Смольного института. По выражению критика, в этих портретах выразился «простодушно-хитроватый взгляд здорового и веселого мастера, порядочно-таки издевавшегося в душе над всей этой комедией, но способного в то же время оценить художественную её прелесть». При этом изображённым девушкам свойственны черты искренности и непосредственности.
Манерность этих подростков производит впечатление наигранной и напускной, и за ней ощущается подлинное увлечение их театральными ролями и неподдельное детское веселье. Кроме того, Левицкий не придаёт чертам девочек благообразия, наоборот, подчеркивая их формирующиеся, подчас непривлекательные черты, а также их детскую угловатость. «Реалистическая тенденция, пронизывающая весь цикл „Смолянок“, как бы преодолевает условную форму парадного портрета и выдвигает работу Левицкого в ряд наиболее передовых явлений русской живописи второй половины XVIII века. А по силе художественного выражения и по уровню мастерства „Смолянки“ принадлежат к числу самых совершенных созданий русского и мирового искусства той эпохи». Исследователи отмечают, что «портреты составляют цельный и замкнутый цикл, объединенный не только внешне, при помощи декоративных приемов, но и обладающий внутренним единством, общей душевной настроенностью. Все портреты варьируют, в сущности, одну и ту же тему цветущей, жизнерадостной юности».

### Замысел и композиция
В композиции произведений цикла художником использована несколько пониженная линия горизонта: то есть художник показывает своих моделей с той же точки, с какой зритель из партера смотрит на сцену. Этому же эффекту способствует то, что модели «поставлены» у переднего края холста и показаны в направлении движения вдоль его плоскости.
«Особо следует отметить строгую построенность всех портретов серии, которая определяется наличием в них композиционного каркаса, основанного на линиях и расположенных в пространстве объемах».

### Театральность

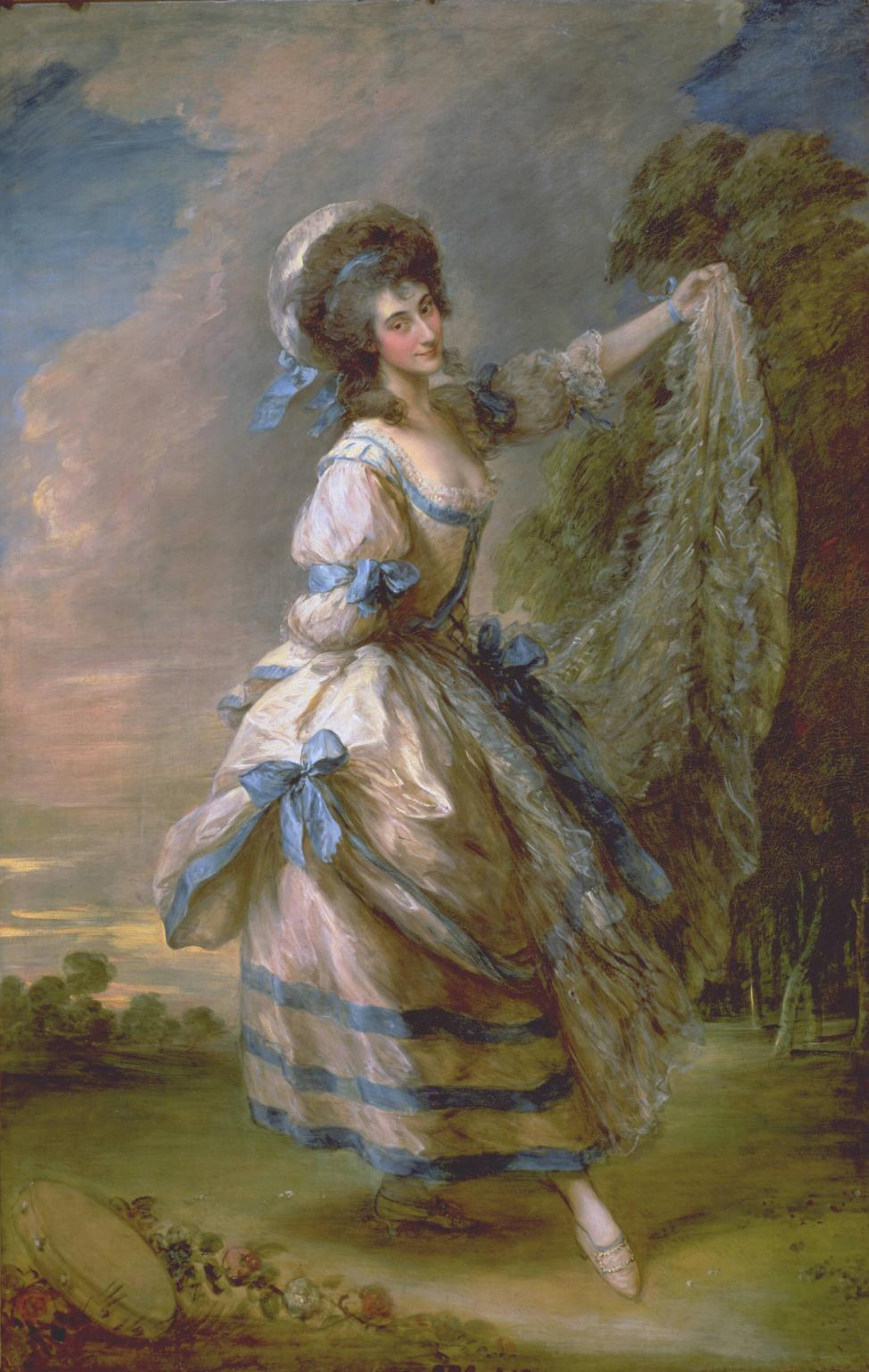
Томас Гейнсборо, «Портрет танцовщицы Джованны Баччелли», около 1782, Галерея Тейт.
В чуть более позднем портрете кисти английского художника итальянская балерина изображена в балете «Les amans surpris». Использована аналогичная изобразительная система

Эта серия стала новой для русского искусства разновидностью жанра — «портрет в роли». Портретам присуща эффектная зрелищность, так как воспитанницы представлены в театральных костюмах на сценических площадках и на фоне живописных кулис. Использование в качестве фона занавесей и театральных декораций — прием, который позволяет автору показать, что предметом изображения является здесь не реальная жизнь, а театр. Но при этом изображениям свойственны жизненность и поэтичность — постоянные приметы стиля художника.
В портреты смолянок художник вносит сюжетное начало, показывает человека в действии, когда раскрываются черты его характера, а не просто запечатлевает модель, позирующую в неподвижности. Этому помогла специфика заказа: «портреты и литературные отклики должны были утвердить и восславить результаты „разумного воспитания“, полученного девицами в институте, а главное — его „мудрую основательницу“, „мать отечества“, „неустанно пекущуюся о благе своих поданных“. Назначение портретов определило и парадный характер их исполнения. А увеселения, сопровождавшие церемонии, балы, маскарады, концерты, спектакли, были использованы Левицким как сюжетная основа портретов „благородных девиц“, показанных в то время, когда они, выступая перед публикой, демонстрируют результаты своего обучения».
«Своеобразие замысла заключается прежде всего в том, что перед нами не портреты в обычном смысле этого слова, а портреты-картины, в которых раскрывается то или иное действие. Героини Левицкого танцуют, играют на арфе, исполняют театральные роли. Другой особенностью замысла является то, что портреты составляют цельный и замкнутый цикл, объединенный не только внешне, при помощи декоративных приемов, но и обладающий внутренним единством, общей душевной настроенностью. Все портреты варьируют, в сущности, одну и ту же тему цветущей, жизнерадостной юности».
Обращение к этой характерной стороне быта Смольного института, пусть и показной, дало возможность Левицкому добиться доселе не встречавшегося в русском портрете типа парадности, когда декоративность создается без помощи нарочито условных приемов, которые были приняты в традиционных парадных портретах и очень ограничивали их реалистическую выразительность. «В смолянках нет ни подчеркнутой торжественности поз и обязательной демонстративности указующих жестов, ни высокомерного и бесстрастного выражения лиц, нет той условности в подборе и размещении вокруг фигуры портретируемого аксессуаров, которые мы видим в портрете Кокоринова и даже Демидова. Смолянки не позируют, они живут в окружающей их среде легко и свободно. Доля же условности, которая есть в их изображениях, оправдывается театральной атмосферой, которая в той или иной мере присуща всем портретам этой серии». «Все это придает серии портретов воспитанниц Смольного института такую жизненность и правдивость, помогает художнику достигнуть такой силы характеристики портретируемого человека, которые были невозможны в работах, созданных по ранее обязательному канону».
Но хотя художник решительно отошёл от привычных схем, портреты не потеряли своей парадности. «Утонченные манеры и светская выучка „благородных девиц“, их великолепные костюмы, театральная роскошь окружающей обстановки, передавая характер, стиль жизни института, создают то ощущение исключительности, необычности происходящего, которые сообщают портретам необходимую эффектность и представительность».

### Живописность
«Грациозность движений и поз, изысканность силуэтов, очерченных певучей линией, приобретают особую музыкальность благодаря бесконечной нюансировке колорита, выдержанного в характерной для декоративной живописи того времени серовато-розовой и оливковой гамме. Виртуозно передает художник цвет, фактуру и прозрачность кружев, шелка и парчи, любовно выписывает нежные девичьи лица и руки». «Дар живописца-декоратора, свойственный Левицкому, проявился в той поразительной точности, почти материальной осязаемости, с какой переданы в „Смолянках“ ткани одежд, прозрачность кружева, блеск атласа, мерцание золотых нитей, вплетенных в матовый бархат. Рисунок Левицкого отличается безупречной верностью и острой выразительностью. Но особенно значительны его колористические достижения. Сопоставляя сверкающие белые и золотистые тона с розовыми, глубокими темно-зелеными и коричневыми, Левицкий умеет избежать пестроты и приводит цветовое построение к изысканной и стройной гармонии».